# 神史
《神史》，云南已故青年作家孙世祥于1997年到2001年间创作的自传性长篇小说。作者去世后，本书遗稿由其弟孙世美及朋友陈正彪等整理，于2004年由云南美术出版社出版，并于2011年由语文出版社再版。

## 内容
小说反映了当代中国农村的精神与物质面貌，描写了农村残酷的生存环境与农民的生产生活，以细致的情节、简练的语言、原生的视角还原了一个典型的中国农村村落的历史，刻画了其发展与退化的过程与根源。小说展现了主人公生存斗争与追求知识的经历与遭遇，暗示了在封闭保守的文化传统与强大坚固的权力结构中，激进的个人奋斗必然的悲剧性命运。

小说的整体特点是人物众多，情节丰富，有姓名的人物多达数百人，拥有大量表现农村生产与社会活动以及农家出身的底层青年现实遭遇的情节。小说以作者的真实生活经历为蓝本，全面展示了作者所经历过生活的风貌。作者用自题诗归纳此书主旨 
|  | 一个荒凉村，四千可怜人。廿年悲辛事，万古不了情 |

## 结构
《神史》以主角孙天主（原名孙富贵，后自己改为孙天俦、孙天主）的成长经历为主线，依次表现其出生、成长、入学、工作直至最后死亡等生活状态，其间穿插相关人与事。

## 语言风格
本书语言风格独特。文字简短准确，字词使用上不避方言，如“唯愿”、“事项”、有原生态的痕迹。如下面的一段话：
|  | 一日，李老师独坐自己门前，环顾三面高山叹息说：“法喇村哪年才能出个大学生啊！”墙脚几位晒太阳按跳蚤的老人闻言大惊：“老师也，怎么敢奢望这种喜事！这种小地方，能出个高中生就了不得了。大学生，怕是永世永代也出不起的。”李老师说：“难说呢！听说王大队长家王勋杰在荞麦山中学读书，非常刻苦，睡在被子里还用电筒看书，成绩也好，万一考取了呢！”吴光耀说：“不可能！天不容虼蚤长大。这小地方的人，不客气地说也就是虼蚤。想出大学生，是想吃天鹅肉。大学生，就是文曲星，是天上的星宿，不是凡人照电筒刻苦就挣得来的。要是挣得来，牛的力气那么大，早挣来了。几万年了，累死的牛数不清，哪条牛成了大学生？还是俗话说‘牛大的力气不如芝麻大的福气’，是命啊！有命的人坐在家里，官会从天上落下来。法喇穷山恶水，谁配有这种命？” |

## 人物
主角为孙天主，父族为孙家，母族为陈家，均为数百年前明初的由川入滇，取道昭通五尺道的军人后裔。其中孙家、陈家、吴家为本文主要的叙述对象。

孙天主的家庭关系图,主要为父族与母族，人数超过100人.

### 主要人物
孙天主
主人公，农民子弟，家庭贫困但喜爱读书，对知识有极端的热情。观察敏锐、情感丰富、叛逆而坚强。在物质条件极端困顿的环境中热烈地追求精神世界的富足，从小怀有近乎疯狂的抱负与理想，包括征服世界并推广中华文明等，在与现实抗争中从不屈服。
孙平玉
孙天主之父。贫苦农民。为供孙天主上学而在发拉村艰苦劳作，由于其父孙江成不喜欢他，他与妻族陈家交往较多。
陈福英
孙天主之母。陈明贺之女，无文化但知道理，秉性坚韧厚道。

## 地理环境
孙天主的家在黑梁子生产队，海拔2800米，发拉村是包括黑梁子、中营、上营、下营、吊脚楼、老岩脚、尖山、横梁子、头道岩、二道岩、三道岩、光头坡、黄毛坡、空欢喜、洗羊塘、绿荫塘、大红山十七个生产队的行政村。米粮坝县荞麦山乡管辖发拉村。金沙江由南向北穿过米粮坝县，其县城即在河谷右岸。乌蒙为米粮坝县的上一级行政区，为云南省东北的地级市。

## 评价
《神史》遗稿于2004年出版后，一度无人问津。随后，部分学者、作家发现《神史》独特的艺术价值与社会价值并向社会推介，包括北京大学中文系教授钱理群、云南昭通等师范学校的孙世祥生前师友等，从而使本书获得更多人关注。随后，更多人发表对这部书的评价。
神史是一部看后发人深省的史诗级巨著！对作者的英年早逝深表遗憾，慨叹命运的不公与残忍！